# 霜降りバラエティ
『霜降りバラエティ』（しもふりバラエティ）は、2019年4月5日から2021年9月22日までテレビ朝日系列で放送されていたバラエティ番組。2021年10月10日から2024年6月30日までは『霜降りバラエティX』（しもふりバラエティエックス）と改題されて放送された。通称「霜バラ（しもバラ）」。霜降り明星の冠番組。

## 概要
霜降り明星の東京進出後初の在京キーでの冠番組。様々な企画に体当たりでチャレンジしていく。
番組開始当初からネオバラ3の木曜深夜枠で放送されていたが、2020年10月の改編で日曜プライム帯に移動する『テレビ千鳥』の後枠として毎週火曜深夜枠に移動、その後、2021年10月の改編に伴い日曜未明（土曜深夜）に移動し、タイトルを「霜降りバラエティX（エックス）」と改題。
2024年6月30日をもって番組が終了した。後番組は9番街レトロとナイチンゲールダンスによる冠番組『ナイチン街レトロ』。

## 出演者

### MC
- 霜降り明星（せいや・粗品）

基本的に進行は粗品が担当するが、粗品メインの企画や粗品が企画に挑戦する場合はせいやが進行する。

## 放送リスト

### 霜降りバラエティ
| 回  | 放送日   | 放送内容                                               | ゲスト | 備考 |
| --- | -------- | ------------------------------------------------------ | --- | --- |
| 1   | 4月5日   | せいやが大好きな東京ラブホテル巡り                     | ナダル（コロコロチキチキペッパーズ）                                                                                     | |
| 2   | 4月12日  | せいやが大好きな東京ラブホテル巡り                     | | |
| 3   | 4月19日  | R-1優勝記念 粗品の特技チェック!!                       | | |
| 4   | 5月3日   | R-1優勝記念 粗品の特技チェック!!                       | | |
| 5   | 5月10日  | せいやのNG克服企画 バンジージャンプに挑戦せよ!         | | |
| 6   | 5月17日  | せいやのNG克服企画 バンジージャンプに挑戦せよ!         | | |
| 7   | 6月7日   | 粗品の「ヤオ!」を引き出せ選手権‼︎                       | おいでやす小田、コロコロチキチキペッバーズ、ハナコ                                                                       | |
| 8   | 6月21日  | 霜降り明星の人生を振り返る 東京タワーを階段でのぼろう! | | |
| 9   | 7月5日   | 霜降り明星の人生を振り返る 東京タワーを階段でのぼろう! | | |
| 10  | 7月12日  | ご意見番ナダルのO.Aチェック                            | ナダル（コロコロチキチキペッパーズ）                                                                                     | |
| 11  | 8月2日   | せいやvsナダル                                         | ナダル（コロコロチキチキペッパーズ）、興那嶺茂人                                                                         | |
| 12  | 8月9日   | せいやのネオ寝起きドッキリ                             | | |
| 13  | 8月16日  | せいやのネオ寝起きドッキリ                             | 興那嶺茂人 | |
| 14  | 9月6日   | 粗品の苦手克服 真夏の虫取り大作戦!!                    | 草薙航基（宮下草薙） | |
| 15  | 9月13日  | テレ朝夏祭り公開収録                                   | 宮下草薙、興那嶺茂人、四千頭身                                                                                           | |
| 16  | 9月20日  | せいやインポッシブル                                   | 興那嶺茂人 | |
| 17  | 10月4日  | 東京焼肉屋さん巡り（焼肉屋ナオト）                     | 内田眞由美 | |
| 18  | 10月18日 | せいやを泣かせる選手権                                 | 亜生（ミキ）、後藤拓実（四千頭身）、ナダル（コロコロチキチキペッパーズ）、まひる（ガンバレルーヤ）                       | |
| 19  | 10月25日 | せいやを泣かせる選手権                                 | 亜生（ミキ）、石橋遼大・後藤拓実（四千頭身）、ナダル（コロコロチキチキペッパーズ）、まひる（ガンバレルーヤ）、興那嶺茂人 | |
| 20  | 11月8日  | 粗品を可愛くしよう!                                    | | |
| 21  | 11月15日 | せいや 一発免許合格への道                              | 青山めぐ、興那嶺茂人 | |
| 22  | 11月22日 | 街かどスロットin渋谷                                   | | |
| 23  | 12月6日  | せいやvs笑わない客                                     | | |
| 24  | 12月13日 | 静岡ラブホテル巡り                                     | 宮崎玲衣 （静岡朝日テレビアナウンサー）、興那嶺茂人                                                                      | 『霜降り明星のあてみなげ』（静岡朝日テレビ）とのコラボ企画。                                            |
| SP1 | 12月25日 | 霜バラを知ってもらおうSP                               | 興那嶺茂人 | 番組初の特番放送。 テレビ朝日と青森朝日放送、秋田朝日放送、福島放送、大分朝日放送のみ同時ネットで放送。 |

| 回  | 放送日   | 放送内容                                                | ゲスト | 備考                                                               |
| --- | -------- | ------------------------------------------------------- | --- | ------------------------------------------------------------------ |
| 25  | 1月10日  | お笑い第七世代 vs R-1芸人                               | おいでやす小田、岡野陽一、小森園ひろし、コロコロチキチキペッパーズ、ヒューマン中村、三浦マイルド、ルシファー吉岡、四千頭身                                     |                                                                    |
| 26  | 1月17日  | お笑い第七世代 vs R-1芸人                               | おいでやす小田、岡野陽一、小森園ひろし、コロコロチキチキペッパーズ、ヒューマン中村、三浦マイルド、ルシファー吉岡、四千頭身                                     |                                                                    |
| 27  | 1月24日  | 粗品の大名笑いを引き出せ選手権                          | ナダル（コロコロチキチキペッパーズ）、三浦マイルド、ミキ |                                                                    |
| 28  | 2月7日   | 粗品の大名笑いを引き出せ選手権                          | 大東翔生（ダブルヒガシ）、三浦マイルド、ナダル（コロコロチキチキペッパーズ）、ミキ、おいでやす小田、岡野陽一、小森園ひろし、ルシファー吉岡                     |                                                                    |
| 29  | 2月14日  | せいやの本命チョコをあげよう!!                          | |                                                                    |
| 30  | 2月21日  | せいやの本命チョコをあげよう!!                          | |                                                                    |
| 31  | 3月6日   | クイズ$粗品ネア                                         | 並木万里菜（テレビ朝日アナウンサー）、四千頭身 |                                                                    |
| 32  | 3月13日  | 新旧M-1王者対談（『ミルクボバラエティ』）               | ミルクボーイ |                                                                    |
| 33  | 3月20日  | 新旧M-1王者対談（『ミルクボバラエティ』）               | ミルクボーイ、興那嶺茂人 |                                                                    |
| 34  | 4月3日   | 第七世代を救え!! 霜バラクリニック                       | まひる（ガンバレルーヤ）、宮下草薙、四千頭身 |                                                                    |
| 35  | 4月10日  | 第七世代を救え!! 霜バラクリニック                       | まひる（ガンバレルーヤ）、宮下草薙、四千頭身 |                                                                    |
| 36  | 4月17日  | フリータイムプレゼント せいや編                         | |                                                                    |
| 37  | 4月24日  | プロフィールハンターナオト（ゲーム友達を作ろう!!）      | しらほしなつみ、永島聖羅 |                                                                    |
| 38  | 5月8日   | プロフィールハンターナオト（ゲーム友達を作ろう!!）      | 高見奈央、永島聖羅 |                                                                    |
| 39  | 5月15日  | せいやの冷めウマグルメ                                  | ナダル（コロコロチキチキペッパーズ）、浜内千波、三浦マイルド                                                                                                   |                                                                    |
| 40  | 5月22日  | 粗品のツッコミ引き出せ選手権                            | 岡野陽一、草薙航基（宮下草薙）、後藤拓実（四千頭身）、三浦マイルド                                                                                             |                                                                    |
| 41  | 6月5日   | まだ面白い事あったよ!爆笑!!厳選未公開シーンSP!          | |                                                                    |
| 42  | 6月12日  | 自宅でR(リモート)-1ぐらんぷり                           | おいでやす小田、岡野陽一、ナダル （コロコロチキチキペッパーズ）、三浦マイルド                                                                                  |                                                                    |
| 43  | 6月19日  | せいやインポッシブル2                                   | 興那嶺茂人 |                                                                    |
| 44  | 7月3日   | 新旧R-1王者対談                                         | 野田クリスタル（マヂカルラブリー） |                                                                    |
| 45  | 7月10日  | 新旧R-1王者対談                                         | 野田クリスタル（マヂカルラブリー） |                                                                    |
| 46  | 7月17日  | せいやの武田鉄矢リアル再現ショー                        | |                                                                    |
| 47  | 7月24日  | 粗品持ち込み企画 霜降り明星は"もってる"のか?確かめよう! | |                                                                    |
| 48  | 8月7日   | せいやvs粗品（『おいでやバラエティ』）                  | おいでやす小田 |                                                                    |
| 49  | 8月14日  | せいやプレゼンツ 上京大阪芸人を見て欲しいねん!!         | アイロンヘッド、男性ブランコ、蛙亭 |                                                                    |
| 50  | 8月21日  | せいやプレゼンツ 上京大阪芸人を見て欲しいねん!!         | アイロンヘッド、男性ブランコ、蛙亭 |                                                                    |
| 51  | 9月4日   | 霜バラ オバカジノ                                       | ナダル（コロコロチキチキペッパーズ）、並木万里菜（テレビ明日アナウンサー）、おいでやす小田、岡野陽一、野田クリスタル、三浦マイルド、ルシファー吉岡、興那嶺茂人 |                                                                    |
| 52  | 9月11日  | 深夜0時15分に上がるので霜バラを振り返ろう!              | ナダル（コロコロチキチキペッパーズ） |                                                                    |
| 53  | 9月18日  | 深夜0時15分に上がるので霜バラを振り返ろう!              | ナダル（コロコロチキチキペッパーズ） | 木曜深夜の「ネオバラ3」枠での最終放送回。                          |
| 54  | 10月7日  | 霜バラ飛躍祈願!!空飛ぶせいや!!バンジー克服!!            | 蛙亭 | 火曜深夜枠での初回放送回。ここから一部地域での同時ネット局が追加。 |
| 55  | 10月14日 | 霜バラ飛躍祈願!!空飛ぶせいや!!バンジー克服!!            | 蛙亭 |                                                                    |
| 56  | 10月21日 | プロフィールハンターナオト                              | 白河優菜、神部美咲、野々宮ミカ |                                                                    |
| SP2 | 10月28日 | せいや、大阪で実家を買う!!                              | | 23:15 - 翌0:15（60分） 「ネオバラ」枠で初めての放送。              |
| 57  | 11月4日  | ちく王 〜最強の乳首王決定戦〜                           | おいでやす小田、コウテイ、ザ・マミィ、三浦マイルド、宮下草薙、ミルクボーイ                                                                                     |                                                                    |
| 58  | 11月11日 | ちく王 〜最強の乳首王決定戦〜                           | おいでやす小田、コウテイ、ザ・マミィ、三浦マイルド、宮下草薙、ミルクボーイ                                                                                     |                                                                    |
| 59  | 11月18日 | 粗品のファースト王に俺はなるっ!!                        | ティモンディ、荒井卓哉（ウェスタンズ）、かとぅー、池田潤（ナナセ）                                                                                             |                                                                    |
| 60  | 12月2日  | せいやの親友と遊びたいねん!!                            | 六平直政 |                                                                    |
| 61  | 12月16日 | 酔芸〜酔えば酔うほど面白くなるか？〜                    | 酒井貴士（ザ・マミィ）、薄幸（納言）、ナダル（コロコロチキチキペッパーズ）、ヒコロヒー、ゆめっち（3時のヒロイン）                                              |                                                                    |

| 回 | 放送日  | 放送内容                                                                            | ゲスト                                                                                     | 備考                                             |
| -- | ------- | ----------------------------------------------------------------------------------- | ------------------------------------------------------------------------------------------ | ------------------------------------------------ |
| 62 | 1月6日  | せいやvs粗品2 （『おいでやバラエティ』）                                            | おいでやす小田                                                                             |                                                  |
| 63 | 1月13日 | 大阪第七世代芸人                                                                    | からし蓮根、ニッポンの社長、ビスケットブラザーズ                                           |                                                  |
| 64 | 1月20日 | 大阪第七世代芸人                                                                    | からし蓮根、ニッポンの社長、ビスケットブラザーズ                                           |                                                  |
| 65 | 2月3日  | 緊急招集!! R-1おじさん芸人                                                          | おいでやす小田、岡野陽一、こがけん、ヒューマン中村、三浦マイルド、ルシファー吉岡           |                                                  |
| 66 | 2月10日 | 緊急招集!! R-1おじさん芸人                                                          | おいでやす小田、岡野陽一、こがけん、ヒューマン中村、三浦マイルド、ルシファー吉岡           |                                                  |
| 67 | 2月17日 | ガチンコ再現演劇ショー                                                              | ラストアイドル（大森莉緒、長月翠、西村歩乃果、間島和奏、安田愛里）                         | 『ラストアイドル』（テレビ朝日）とのコラボ企画。 |
| 68 | 3月3日  | 令和のアグネス･チャンを探せ                                                         |                                                                                            | TELASA連動企画                                   |
| 69 | 3月10日 | 令和のアグネス･チャンを探せ                                                         |                                                                                            | TELASA連動企画                                   |
| 70 | 3月17日 | 粗品の顔を優しくしよう                                                              | 岩倉美里（蛙亭）、カミナリ、ガンバレルーヤ、岡野陽一、三浦マイルド、ルシファー吉岡         |                                                  |
| 71 | 3月31日 | 焼肉屋ナオト                                                                        | 内田眞由美                                                                                 |                                                  |
| 72 | 4月7日  | 令和のアグネス･チャンを探せ 2次オーディション                                       | 岡野陽一、三浦マイルド                                                                     | TELASA連動企画                                   |
| 73 | 4月14日 | 令和のアグネス･チャンを探せ 2次オーディション                                       | おいでやす小田、はなしょー、緑黄色社会                                                     | TELASA連動企画                                   |
| 74 | 4月21日 | 新旧M-1王者対談 （『マヂラブバラエティ』）                                          | マヂカルラブリー                                                                           |                                                  |
| 75 | 5月5日  | 新旧M-1王者対談 （『マヂラブバラエティ』）                                          | マヂカルラブリー                                                                           |                                                  |
| 76 | 5月12日 | 友達のジェシーと親友になりたいねん!!                                                | ジェシー（SixTONES）                                                                       |                                                  |
| 77 | 5月19日 | 粗品vs野田クリスタル                                                                | マヂカルラブリー                                                                           |                                                  |
| 78 | 6月2日  | 令和のアグネス･チャンを探せ 最終オーディション                                      | 緑黄色社会                                                                                 | TELASA連動企画                                   |
| 79 | 6月9日  | 焼き肉屋のナオトの壁                                                                | 盛山晋太郎（見取り図）、久間田琳加、あんり（ぼる塾）、内田眞由美                           |                                                  |
| 80 | 6月16日 | 令和のアグネスチャンデビュー曲初披露SP                                              | 緑黄色社会、一ノ瀬陽鞠                                                                     |                                                  |
| 81 | 6月30日 | 見取り図と東京戦略会議                                                              | 見取り図                                                                                   |                                                  |
| 82 | 7月7日  | 見取り図と東京戦略会議                                                              | 見取り図                                                                                   |                                                  |
| 83 | 7月14日 | SESUKE2021 粗品VS野田クリスタル                                                     | 野田クリスタル（マヂカルラブリー）、三浦マイルド、ルシファー吉岡、小森園ひろし、與那嶺茂人 |                                                  |
| 84 | 7月28日 | 激ムズゲームを絶対クリアするねん!!                                                  | 宮田俊哉（kis-My-Ft2）                                                                     |                                                  |
| 85 | 8月4日  | 激ムズゲームを絶対クリアするねん!!                                                  | 宮田俊哉（kis-My-Ft2）                                                                     |                                                  |
| 86 | 8月11日 | 霜降り明星VSアインシュタイン （『アインミキバラエティ』）                           | アインシュタイン、昴生（ミキ）                                                             |                                                  |
| 87 | 8月18日 | 霜降りインポッシブル                                                                | おいでやす小田、三浦マイルド                                                               |                                                  |
| 88 | 9月1日  | 石川と佐々木に戻ろう!!大阪リベンジャーズ                                            | ミキ                                                                                       |                                                  |
| 89 | 9月8日  | 石川と佐々木に戻ろう!!大阪リベンジャーズ                                            | ミキ                                                                                       |                                                  |
| 90 | 9月15日 | 新旧R-1チャンピオン対談 ゆりやんとトコトン話したいねん!! （『ゆりやんバラエティ』） | ゆりやんレトリィバァ、おいでやす小田                                                       |                                                  |
| 91 | 9月22日 | 新旧R-1チャンピオン対談 ゆりやんとトコトン話したいねん!! （『ゆりやんバラエティ』） | ゆりやんレトリィバァ、おいでやす小田                                                       |                                                  |

### 霜降りバラエティX
| 回 | 放送日   | 放送内容                                     | ゲスト                                                                                       | 備考                                              |
| -- | -------- | -------------------------------------------- | -------------------------------------------------------------------------------------------- | ------------------------------------------------- |
| 1  | 10月10日 | ジャンクシェフ!!                             | 別府ともひこ（エイトブリッジ）、薄幸（納言）、酒井貴士（ザ・マミィ）、関好江（ボルサリーノ） | この放送日から「霜降りバラエティX」にリニューアル |
| 2  | 10月24日 | ビンゴ寿司これイクラ?                        | ミキ、伊藤俊介（オズワルド）                                                                 |                                                   |
| 3  | 10月31日 | ビンゴ寿司これイクラ?                        | ミキ、伊藤俊介（オズワルド）                                                                 |                                                   |
| 4  | 11月7日  | ビンゴ寿司これイクラ?                        | ミキ、伊藤俊介（オズワルド）                                                                 |                                                   |
| 5  | 11月14日 | せいやのモノマネ極                           | ミキ、安田愛里（ラストアイドル）                                                             |                                                   |
| 6  | 11月21日 | 霜降りリベンジャーズ                         | コロコロチキチキペッパーズ                                                                   |                                                   |
| 7  | 11月28日 | 霜降りリベンジャーズ                         | コロコロチキチキペッパーズ                                                                   |                                                   |
| 8  | 12月5日  | うしんでんしん 〜焼肉のオーダーを合わせろ!〜 | 酒井貴士（ザ・マミィ）、蛙亭                                                                 |                                                   |
| 9  | 12月12日 | うしんでんしん 〜焼肉のオーダーを合わせろ!〜 | 酒井貴士（ザ・マミィ）、蛙亭                                                                 |                                                   |
| 10 | 12月26日 | 第2回ジャンクシェフ                          | 薄幸（納言）、酒井貴士（ザ・マミィ）、関好江（ポルサリーノ）、安田愛里（ラストアイドル）     |                                                   |

| 回 | 放送日   | 放送内容                                                                     | ゲスト | 備考                                                                                       |
| -- | -------- | ---------------------------------------------------------------------------- | --- | ------------------------------------------------------------------------------------------ |
| 11 | 1月9日   | せいやのモノマネ極 道場破り編                                                | 喉押さえマン、三浦マイルド、西村歩乃果（ラストアイドル）                                                         |                                                                                            |
| 12 | 1月23日  | 生配信イベント直前 見取り図ミキSP                                            | 見取り図、ミキ                                                                                                   |                                                                                            |
| 13 | 1月30日  | 焼肉屋ナオトのニッポン焼き肉計画                                             | | 当初は1月16日に放送予定だった                                                              |
| 14 | 2月6日   | オチに合わせて粋に食え!ぴったり寿司                                          | ニッポンの社長、男性ブランコ                                                                                     |                                                                                            |
| 15 | 2月13日  | オチに合わせて粋に食え!ぴったり寿司                                          | ニッポンの社長、男性ブランコ                                                                                     |                                                                                            |
| 16 | 2月20日  | せいやのモノマネ極 修行編                                                    | 原口あきまさ |                                                                                            |
| 17 | 2月27日  | せいやのモノマネ極 修行編                                                    | 原口あきまさ、安田愛里（ラストアイドル）                                                                         |                                                                                            |
| 18 | 3月6日   | 最年少vs最年長M-1王者対談 錦鯉と深い話がしたいねん!! （『錦鯉バラエティX』） | 錦鯉 |                                                                                            |
| 19 | 3月13日  | 最年少vs最年長M-1王者対談 錦鯉と深い話がしたいねん!! （『錦鯉バラエティX』） | 錦鯉 |                                                                                            |
| 20 | 3月20日  | 生霜バラリベンジャーズ特集SP                                                 | 見取り図、ミキ                                                                                                   |                                                                                            |
| 21 | 3月27日  | 粗品vs中島健人 セクシーなのはどっち?                                         | 中島健人（SexyZone）、はら（ゆにばーす）、薄幸（納言）、荒川（エルフ）                                           |                                                                                            |
| 22 | 4月3日   | 粗品vs中島健人 セクシーなのはどっち?                                         | 中島健人（SexyZone）、はら（ゆにばーす）、薄幸（納言）、荒川（エルフ）                                           |                                                                                            |
| 23 | 4月10日  | せいやのモノマネ極 〜モノマネ芸人大集合SP〜                                  | 安田愛里（ラストアイドル）、今井らいぱち、岡下雅典（THIS IS パン）、トニーフランク、都留拓也（ラパルフェ）       |                                                                                            |
| 24 | 4月17日  | 霜降り明星vs錦鯉 （『錦小田バラエティX』）                                   | 錦鯉、おいでやす小田                                                                                             |                                                                                            |
| 25 | 4月24日  | 霜降り明星vs錦鯉 （『錦小田バラエティX』）                                   | 錦鯉、おいでやす小田                                                                                             |                                                                                            |
| 26 | 5月1日   | オチに合わせて枠に食え!ぴったり寿司                                          | モグライダー、蛙亭                                                                                               |                                                                                            |
| 27 | 5月8日   | オチに合わせて枠に食え!ぴったり寿司                                          | モグライダー、蛙亭                                                                                               |                                                                                            |
| 28 | 5月22日  | せいやの教員免許とりたいねん!!                                               | 伊藤賀一 |                                                                                            |
| 29 | 5月29日  | せいやの教員免許とりたいねん!!                                               | 伊藤賀一 |                                                                                            |
| 30 | 6月5日   | 東京べシャリ歩き                                                             | |                                                                                            |
| 31 | 6月12日  | 東京べシャリ歩き                                                             | 松尾駿（チョコレートプラネット）                                                                                 |                                                                                            |
| 32 | 7月3日   | 値段をだんだん高くしろ だんだんグルメ!!                                      | おいでやす小田、ナダル（コロコロチキチキペッパーズ）、荒川（エルフ）                                             |                                                                                            |
| 33 | 7月10日  | 値段をだんだん高くしろ だんだんグルメ!!                                      | おいでやす小田、ナダル（コロコロチキチキペッパーズ）、荒川（エルフ）                                             |                                                                                            |
| 34 | 7月24日  | コラボ‼霜バラVS見取り図じゃん〜どっちが格上か決めたんねん〜                  | 見取り図、おいでやす小田、岡野陽一、秋山寛貴・菊田竜大（ハナコ）、男性ブランコ、酒井貴士（ザ・マミィ）           | 『見取り図じゃん』とのコラボ企画。26日に放送される『見取り図じゃん』でもコラボが行われた。 |
| 35 | 7月31日  | コラボ‼霜バラVS見取り図じゃん〜どっちが格上か決めたんねん〜                  | 見取り図、おいでやす小田、岡野陽一、秋山寛貴・菊田竜大（ハナコ）、男性ブランコ、酒井貴士（ザ・マミィ）           |                                                                                            |
| 36 | 8月14日  | ZAZYはSOSYとネタをやりたいねん!!                                             | ZAZY |                                                                                            |
| 37 | 8月21日  | ZAZYはSOSYとネタをやりたいねん!!                                             | ZAZY |                                                                                            |
| 38 | 8月28日  | せいやvs昴生 亜生愛が強いのはどっちだ?亜生は俺のもんや!!                     | ミキ |                                                                                            |
| 39 | 9月4日   | せいやvs昴生 亜生愛が強いのはどっちだ?亜生は俺のもんや!!                     | ミキ |                                                                                            |
| 40 | 9月11日  | 海外旅行を満喫!東京ハワイ旅                                                  | ハナコ、ナダル（コロコロチキチキペッパーズ）、アイクぬわら（超新塾）、アントニー（マテンロウ）                   |                                                                                            |
| 41 | 9月18日  | 海外旅行を満喫!東京ハワイ旅                                                  | ハナコ、ナダル（コロコロチキチキペッパーズ）、アイクぬわら（超新塾）、アントニー（マテンロウ）                   |                                                                                            |
| 42 | 9月25日  | せいやとヒコロヒーと付き合わせよう!!                                         | ヒコロヒー |                                                                                            |
| 43 | 10月2日  | せいやとヒコロヒーと付き合わせよう!!                                         | ヒコロヒー |                                                                                            |
| 44 | 10月9日  | 粗品ドライブWITHせいや                                                       | | [ 7 ]                                                                                      |
| 45 | 10月16日 | 粗品ドライブWITHせいや                                                       | [ 8 ] |                                                                                            |
| 46 | 10月23日 | 寝る前王                                                                     | おいでやす小田、ロングコートダディ、ナダル（コロコロチキチキペッパーズ）、秋山寛貴・菊田竜大（ハナコ）           | [ 9 ]                                                                                      |
| 47 | 10月30日 | 寝る前王                                                                     | おいでやす小田、ロングコートダディ、ナダル（コロコロチキチキペッパーズ）、秋山寛貴・菊田竜大（ハナコ）           | [ 10 ]                                                                                     |
| 48 | 11月13日 | 海外気分を満喫!東京ブラジル旅                                                | コロコロチキチキペッパーズ、ミキ、秋山寛貴・菊田竜大（ハナコ）、アントニー（マテンロウ）、大鶴肥満（ママタルト） | [ 11 ]                                                                                     |
| 49 | 11月20日 | 海外気分を満喫!東京ブラジル旅                                                | コロコロチキチキペッパーズ、ミキ、秋山寛貴・菊田竜大（ハナコ）、アントニー（マテンロウ）、大鶴肥満（ママタルト） | [ 12 ]                                                                                     |
| 50 | 12月4日  | せいやのゲロうまグルメ                                                       | 男性ブランコ、中田花奈、浜内千波                                                                                 | [ 13 ]                                                                                     |
| 51 | 12月11日 | せいやのゲロうまグルメ                                                       | 男性ブランコ、中田花奈、浜内千波                                                                                 | [ 14 ]                                                                                     |
| 52 | 12月18日 | 酔芸 酔えば酔うほど面白い                                                    | アインシュタイン、ナダル（コロコロチキチキペッパーズ）、薄幸（納言）、ZAZY                                       | [ 15 ]                                                                                     |
| 53 | 12月25日 | 酔芸 酔えば酔うほど面白い                                                    | アインシュタイン、ナダル（コロコロチキチキペッパーズ）、薄幸（納言）、ZAZY                                       | [ 16 ]                                                                                     |

| 回  | 放送日   | 放送内容                                                                         | ゲスト | 備考                                                           |
| --- | -------- | -------------------------------------------------------------------------------- | --- | -------------------------------------------------------------- |
| 54  | 1月8日   | 粗品ドライブ                                                                     | | [ 17 ]                                                         |
| 55  | 1月15日  | 粗品ドライブ                                                                     | [ 18 ] |                                                                |
| 56  | 1月22日  | ビスブラと深い話がしたいねん!! （『ビスブラバラエティX』）                       | ビスケットブラザーズ | [ 19 ]                                                         |
| 57  | 1月29日  | ビスブラと深い話がしたいねん!! （『ビスブラバラエティX』）                       | ビスケットブラザーズ | [ 20 ]                                                         |
| 58  | 2月5日   | 第2回 寝る前王決定戦                                                             | ミキ、ナダル（コロコロチキチキペッパーズ）、コットン、草薙航基（宮下草薙）                                                           | [ 21 ]                                                         |
| 59  | 2月12日  | 第2回 寝る前王決定戦                                                             | ミキ、ナダル（コロコロチキチキペッパーズ）、コットン、草薙航基（宮下草薙）                                                           | [ 22 ]                                                         |
| 60  | 2月19日  | ナダルと亜生を仲直りさせよう!!                                                   | ミキ、コロコロチキチキペッパーズ | [ 23 ]                                                         |
| 61  | 2月26日  | ナダルと亜生を仲直りさせよう!!                                                   | ミキ、コロコロチキチキペッパーズ | [ 24 ]                                                         |
| 62  | 3月5日   | 学校で流行らせようチャンピオンゲーム大会                                         | コロコロチキチキペッパーズ、ビスケットブラザーズ、男性ブランコ                                                                       | [ 25 ]                                                         |
| 63  | 3月12日  | 学校で流行らせようチャンピオンゲーム大会                                         | コロコロチキチキペッパーズ、ビスケットブラザーズ、男性ブランコ                                                                       | [ 26 ]                                                         |
| 64  | 3月19日  | 新旧M-1王者対談 ウエストランドと深い話がしたいねん!! （『ウエランバラエティX』） | ウエストランド | [ 27 ]                                                         |
| 65  | 3月26日  | 新旧M-1王者対談 ウエストランドと深い話がしたいねん!! （『ウエランバラエティX』） | ウエストランド | [ 28 ]                                                         |
| 66  | 4月2日   | 霜降りリベンジャーズ                                                             | ビスケットブラザーズ、昴生（ミキ）                                                                                                   | [ 29 ]                                                         |
| 67  | 4月9日   | 霜降りリベンジャーズ                                                             | ビスケットブラザーズ、昴生（ミキ）                                                                                                   | [ 30 ]                                                         |
| 68  | 4月16日  | ランジャダイと仲良くなろう!!                                                     | ランジャダイ | [ 31 ]                                                         |
| 69  | 4月23日  | ランジャダイと仲良くなろう!!                                                     | ランジャダイ | [ 32 ]                                                         |
| 70  | 4月30日  | ADビビる卒業!!名場面SP                                                           | | [ 33 ]                                                         |
| 71  | 5月7日   | ナダルのマネーチャレンジ                                                         | コロコロチキチキペッパーズ、四千頭身                                                                                                 | [ 34 ]                                                         |
| 72  | 5月14日  | ナダルのマネーチャレンジ                                                         | コロコロチキチキペッパーズ、四千頭身                                                                                                 | [ 35 ]                                                         |
| 73  | 5月28日  | 石川亭ゆる楽のゆる喜利                                                           | 真空ジェシカ、薄幸（納言）、ナダル（コロコロチキチキペッパーズ）                                                                     | [ 36 ]                                                         |
| 74  | 6月4日   | 石川亭ゆる楽のゆる喜利                                                           | 真空ジェシカ、薄幸（納言）、ナダル（コロコロチキチキペッパーズ）                                                                     | [ 37 ]                                                         |
| 75  | 6月11日  | アメトーーク霜降り同期芸人延長戦                                                 | ビスケットブラザーズ、ケツ（ニッポンの社長）、今井らいぱち、中谷（マユリカ）                                                         | [ 38 ]                                                         |
| 76  | 6月18日  | アメトーーク霜降り同期芸人延長戦                                                 | ビスケットブラザーズ、ケツ（ニッポンの社長）、今井らいぱち、中谷（マユリカ）                                                         | [ 39 ]                                                         |
| 77  | 6月25日  | 第3回 寝る前王決定戦                                                             | ビスケットブラザーズ、ナダル（コロコロチキチキペッパーズ）、マユリカ、中野周平（蛙亭）                                               | [ 40 ]                                                         |
| 78  | 7月2日   | 第3回 寝る前王決定戦                                                             | ビスケットブラザーズ、ナダル（コロコロチキチキペッパーズ）、マユリカ、中野周平（蛙亭）                                               | [ 41 ]                                                         |
| 79  | 7月9日   | せいやん家で遊ぼう!                                                              | 蛙亭 | [ 42 ]                                                         |
| 80  | 7月16日  | せいやん家で遊ぼう!                                                              | 蛙亭 | [ 43 ]                                                         |
| 81  | 7月30日  | 真空ジェシカと仲良くなろう!!                                                     | 真空ジェシカ | [ 44 ]                                                         |
| 82  | 8月6日   | 真空ジェシカと仲良くなろう!!                                                     | 真空ジェシカ | [ 45 ]                                                         |
| 83  | 8月13日  | 寝る前王                                                                         | さや香、紅しょうが、イワクラ（蛙亭）、薄幸（納言）                                                                                   | [ 46 ]                                                         |
| 84  | 8月20日  | 寝る前王                                                                         | さや香、紅しょうが、イワクラ（蛙亭）、薄幸（納言）                                                                                   | [ 47 ]                                                         |
| 85  | 9月3日   | 一人に出会ったらうれしい!!マッチン・グー!                                        | ファーストサマーウイカ、蛙亭、きょん（コットン）                                                                                     | [ 48 ]                                                         |
| 86  | 9月10日  | 一人に出会ったらうれしい!!マッチン・グー!                                        | ファーストサマーウイカ、蛙亭、きょん（コットン）                                                                                     | [ 49 ]                                                         |
| 87  | 9月17日  | 包○脱出計画!!粗品に一皮むけてほしいねん!!                                        | 鰻和弘（銀シャリ）、石井（さや香）                                                                                                   | [ 50 ]                                                         |
| 88  | 9月24日  | 包○脱出計画!!粗品に一皮むけてほしいねん!!                                        | 鰻和弘（銀シャリ）、石井（さや香）                                                                                                   | [ 51 ]                                                         |
| 89  | 10月1日  | 粗品ドライブ3 せいや結婚おめでとうSP                                             | | [ 52 ]                                                         |
| 90  | 10月8日  | 粗品ドライブ3 せいや結婚おめでとうSP                                             | [ 53 ] |                                                                |
| 91  | 10月15日 | どっちが上かはっきりさせたんねん せいやvs熊元プロレス                            | 紅しょうが、おいでやす小田 | [ 54 ]                                                         |
| 92  | 10月22日 | どっちが上かはっきりさせたんねん せいやvs熊元プロレス                            | 紅しょうが、おいでやす小田 | [ 55 ]                                                         |
| 93  | 10月29日 | せいや軍団vs粗品軍団 （『キャンブルバラエティX』）                               | おいでやす小田、らぶおじさん、シモリュウ、熊元プロレス（紅しょうが）、ダブルヒガシ                                                   | [ 56 ]                                                         |
| 94  | 11月5日  | せいや軍団vs粗品軍団 （『キャンブルバラエティX』）                               | おいでやす小田、らぶおじさん、シモリュウ、熊元プロレス（紅しょうが）、ダブルヒガシ                                                   | [ 57 ]                                                         |
| 95  | 11月12日 | 祝!せいや霜バラ結婚披露宴                                                        | おいでやす小田、三浦マイルド、ロングコートダディ、ヒコロヒー、マユリカ、菊田竜大（ハナコ）、蛙亭、亜生（ミキ）、石橋遼大（四千頭身） | [ 58 ]                                                         |
| 96  | 11月19日 | 祝!せいや霜バラ結婚披露宴                                                        | おいでやす小田、三浦マイルド、ロングコートダディ、ヒコロヒー、マユリカ、菊田竜大（ハナコ）、蛙亭、亜生（ミキ）、石橋遼大（四千頭身） | 武田鉄矢、たかぴんア・ラ・モード、カメオ（そいそ〜す）が出演。 |
| 97  | 11月26日 | 自分と同じ1人を探せ!!マッチン・グ〜                                              | おいでやす小田、伊藤俊介（オズワルド）、熊元プロレス（紅しょうが）、ハシヤスメ・アツコ                                               | [ 60 ]                                                         |
| 98  | 12月3日  | 自分と同じ1人を探せ!!マッチン・グ〜                                              | おいでやす小田、伊藤俊介（オズワルド）、熊元プロレス（紅しょうが）、ハシヤスメ・アツコ                                               | [ 61 ]                                                         |
| 99  | 12月10日 | 深夜3時なら使える!おしゃべり霜降り                                               | | [ 62 ]                                                         |
| 100 | 12月17日 | 寝る前王 クリスマスSP                                                            | イワクラ（蛙亭）、真空ジェシカ、隣人、植田紫帆（オダウエダ）                                                                         | [ 63 ]                                                         |
| 101 | 12月24日 | 寝る前王 クリスマスSP                                                            | イワクラ（蛙亭）、真空ジェシカ、隣人、植田紫帆（オダウエダ）                                                                         | [ 64 ]                                                         |

| 回  | 放送日  | 放送内容                                       | ゲスト                                                                                     | 備考           | 備考   |
| --- | ------- | ---------------------------------------------- | ------------------------------------------------------------------------------------------ | -------------- | ------ |
| 102 | 1月7日  | 深夜3時なら使える?おしゃべり霜降り             |                                                                                            |                | [ 65 ] |
| 103 | 1月14日 | せいやのおバブにプレゼント買ったりしたいねん!! |                                                                                            |                | [ 66 ] |
| 104 | 1月21日 | せいやのおバブにプレゼント買ったりしたいねん!! |                                                                                            | [ 67 ]         |        |
| 105 | 1月28日 | 粗品のAPEXチャンピオンへの道                   | あの                                                                                       |                | [ 68 ] |
| 106 | 2月4日  | 粗品のAPEXチャンピオンへの道                   | あの                                                                                       |                | [ 69 ] |
| 107 | 2月11日 | 新旧M-1王者対談 令和ロマンと深い話がしたい!!   | 令和ロマン                                                                                 |                | [ 70 ] |
| 108 | 2月25日 | 新旧M-1王者対談 令和ロマンと深い話がしたい!!   | 令和ロマン                                                                                 |                | [ 71 ] |
| 109 | 3月3日  | 寝る前王                                       | マユリカ、オズワルド、ナイチンゲールダンス                                                 |                | [ 72 ] |
| 110 | 3月10日 | 寝る前王                                       | マユリカ、オズワルド、ナイチンゲールダンス                                                 |                | [ 73 ] |
| 111 | 3月17日 | 俺の方がイワクラを愛してる ガクvs伊藤          | オズワルド、真空ジェシカ、植田紫帆（オダウエダ）                                           |                | [ 74 ] |
| 112 | 3月24日 | 俺の方がイワクラを愛してる ガクvs伊藤          | オズワルド、真空ジェシカ、植田紫帆（オダウエダ）                                           |                | [ 75 ] |
| 113 | 3月31日 | 深夜3時なら使える?おしゃべり霜降り             |                                                                                            |                | [ 76 ] |
| 114 | 4月7日  | せいやのおバブに家電を買ってあげよう!!         |                                                                                            | せいやは欠席。 | [ 77 ] |
| 115 | 4月14日 | せいやのおバブに家電を買ってあげよう!!         | [ 78 ]                                                                                     | せいやは欠席。 |        |
| 116 | 4月21日 | ナダル操り王                                   | コロコロチキチキペッパーズ、国崎和也（ランジャタイ）、石橋遼大（四千頭身）、おいでやす小田 | せいやは欠席。 | [ 79 ] |
| 117 | 4月28日 | ナダル操り王                                   | コロコロチキチキペッパーズ、国崎和也（ランジャタイ）、石橋遼大（四千頭身）、おいでやす小田 | せいやは欠席。 | [ 80 ] |
| 118 | 5月12日 | 深夜3時なら使える?おしゃべり霜降り             |                                                                                            |                | [ 81 ] |
| 119 | 5月19日 | チャンピオンゲーム大会                         | サルゴリラ、紅しょうが、真空ジェシカ                                                       |                | [ 82 ] |
| 120 | 5月26日 | チャンピオンゲーム大会                         | サルゴリラ、紅しょうが、真空ジェシカ                                                       |                | [ 83 ] |
| 121 | 6月2日  | 寝る前王                                       | 滝音、今井らいぱち、らぶおじさん、シモリュウ                                               |                | [ 84 ] |
| 122 | 6月9日  | 寝る前王                                       | 滝音、今井らいぱち、らぶおじさん、シモリュウ                                               |                | [ 85 ] |
| 123 | 6月16日 | お世話になっている人にプレゼントを買おう‼︎      |                                                                                            |                | [ 86 ] |
| 124 | 6月23日 | 霜バラ名シーン総ざらい 初心を取り戻そうSP!!    |                                                                                            |                | [ 87 ] |
| 125 | 6月30日 | 霜バラ名シーン総ざらい 初心を取り戻そうSP!!    | 最終回                                                                                     | [ 88 ]         |        |

## テーマ曲
- ヤバイTシャツ屋さん『あつまれパーティーピーポー』（テレビ版）
- キュウソネコカミ『家』（ネット配信版）

## スタッフ
- ナレーション：伊達淳彦
- 構成：そーたに、遠藤敬、太崎泰義、清水隆佑、植田将崇、関野樹（植田→途中から）
- カメラ：久世大輔
- 音声：戸ノ崎沙綾、村本達弥、小澤真琴【週替り】
- 美術：小山晃弘（テレビ朝日）
- 美術進行：入江大介
- 編集：冨田佳裕
- MA：小田嶋広貴、平山達也【週替り】
- 音効：遠藤治朗
- デザイン：榛葉大介
- CG：横井勝（テレビ朝日）、修田佳祐
- 編成：米川宝・沢登孝介（共にテレビ朝日）
- 宣伝：山口萌（テレビ朝日）
- コンテンツ：荒木美住（テレビ朝日）
- 技術協力：スウィッシュ・ジャパン、ヌーベルアージュ、東京オフラインセンター
- 美術協力：テレビ朝日クリエイト
- 制作協力：吉本興業、office KLEIN
- デスク：中川千波
- AP：川村理美
- アシスタントディレクター：高橋郁実、中尾天音
- ディレクター：中間拓郎（モンスターフォース）、田村育（シオプロ、一時離脱→復帰）、栁将和（オフィスクライン）、原田浩司、檜森俊太
- プロデューサー：小山テリハ（テレビ朝日）、武藤佑樹（吉本興業）、加茂忠夫・木下真奈未（オフィスクライン、木下→以前は制作進行→AP）
- 演出・プロデューサー：山本雅一（テレビ朝日）
- ゼネラルプロデューサー：小島健嗣（テレビ朝日、2021年7月27日 - ）
- エグゼクティブプロデューサー：加地倫三（テレビ朝日）[89]
- 制作：テレビ朝日ビジネスソリューション本部 コンテンツ編成局第1制作部
- 制作著作：テレビ朝日

### 過去のスタッフ
- ナレーション：相原嵩明、佐藤賢治
- 構成：松橋周太呂
- 編集：相良舞、青木駿典
- MA：植木俊彦
- 編成：吉冨大輔・田中真由子・秋谷祥加・新谷拓也・小宮立千・岡村地郎（テレビ朝日、新谷・小宮→2021年7月27日 - ）
- 宣伝：榎本梢絵（テレビ朝日）
- 技術協力：麻布プラザ
- AP：長縄ゆりか（オフィスクライン、以前はデスク）
- アシスタントディレクター：森田大輝、飯田愛美、田名網晃二、黒田柊、杉山里菜
- ディレクター：佐久本貴史
- プロデューサー：山岡重樹（テレビ朝日）、近藤陽子・古屋樹・香西大輝（吉本興業）、森山史崇（オフィスクライン、以前はディレクター）

## 放送局

### 金曜（木曜深夜）時代
制作局のテレビ朝日以外は遅れネット。記述のない放送局はテレビ朝日系列。
| 放送対象地域 | 放送局         | 放送日時                     | 放送開始日                     | 備考                         |
| ------------ | -------------- | ---------------------------- | ------------------------------ | ---------------------------- |
| 関東広域圏   | テレビ朝日     | 金曜 1:56 - 2:21（木曜深夜） | 2019年4月5日（4月4日深夜）     | 制作局『無料屋』放送時は休止 |
| 青森県       | 青森朝日放送   | 金曜 0:45 - 1:10（木曜深夜） | 2019年4月18日（4月17日深夜）   | [ 91 ]                       |
| 山形県       | 山形テレビ     | 水曜 0:45 - 1:10（火曜深夜） | 2020年4月                      |                              |
| 新潟県       | 新潟テレビ21   | 土曜 1:25 - 1:55（金曜深夜） | 2019年10月20日（10月19日深夜） | [ 92 ]                       |
| 近畿広域圏   | 朝日放送テレビ | 日曜 1:10 - 1:35（土曜深夜） | 2019年8月12日（8月11日深夜）   | [ 93 ]                       |
| 大分県       | 大分朝日放送   | 日曜 10:30 - 10:55           | 2020年4月3日（4月2日深夜）     | [ 94 ]                       |
| 沖縄県       | 琉球朝日放送   | 月曜 1:30 - 1:55（日曜深夜） | 2019年4月28日（4月27日深夜）   |                              |

単発・不定期
- 北海道：北海道テレビ - 2019年11月17日 1:35 - 2:00（16日深夜）に第11回を放送。以降、時間不定で複数回放送。
- 福島県：福島放送 - 2019年11月30日以降、時間不定で複数回放送。また、2019年12月25日放送のスペシャルに限り同時ネット。
- 富山県：北日本放送 （日本テレビ系列） - 2019年11月9日以降、深夜に複数回放送。EPG上では他の番組と一括りの表記となっている。
- 中京広域圏：メ～テレ - 2019年6月14日以降、深夜に複数回放送。
- 香川県・岡山県：瀬戸内海放送 - 2019年7月15日以降、深夜に複数回放送。
- 福岡県：九州朝日放送: - 2019年7月11日（7月10日深夜）以降[95]
- 長崎県：長崎文化放送 - 2019年8月23日以降、深夜に複数回放送。

2019年12月25日のスペシャルのみ放送
- 秋田県：秋田朝日放送 - 同時ネット
- 愛媛県：愛媛朝日テレビ - 2020年1月2日24:30 - 26:20に遅れネット
- 鹿児島県：鹿児島放送 - 2019年12月30日15:00 - 16:55に遅れネット

### 水曜（火曜深夜）時代
| 放送対象地域   | 放送局                    | 系列           | 放送日時                     | 放送開始日                     | ネット状況 | 備考       |
| -------------- | ------------------------- | -------------- | ---------------------------- | ------------------------------ | ---------- | ---------- |
| 関東広域圏     | テレビ朝日（EX）          | テレビ朝日系列 | 水曜 0:15 - 0:45（火曜深夜） | 2020年10月7日（10月6日深夜）   | 【制作局】 | 【制作局】 |
| 青森県         | 青森朝日放送（ABA）       | テレビ朝日系列 | 水曜 0:15 - 0:45（火曜深夜） | 2020年10月7日（10月6日深夜）   | 同時ネット |            |
| 岩手県         | 岩手朝日テレビ（IAT）     | テレビ朝日系列 | 水曜 0:15 - 0:45（火曜深夜） | 2020年10月7日（10月6日深夜）   | 同時ネット |            |
| 秋田県         | 秋田朝日放送（AAB）       | テレビ朝日系列 | 水曜 0:15 - 0:45（火曜深夜） | 2020年10月7日（10月6日深夜）   | 同時ネット |            |
| 山形県         | 山形テレビ（YTS）         | テレビ朝日系列 | 水曜 0:15 - 0:45（火曜深夜） | 2020年10月7日（10月6日深夜）   | 同時ネット |            |
| 福島県         | 福島放送（KFB）           | テレビ朝日系列 | 水曜 0:15 - 0:45（火曜深夜） | 2020年10月7日（10月6日深夜）   | 同時ネット |            |
| 新潟県         | 新潟テレビ21（UX）        | テレビ朝日系列 | 水曜 0:15 - 0:45（火曜深夜） | 2020年10月7日（10月6日深夜）   | 同時ネット |            |
| 長野県         | 長野朝日放送（abn）       | テレビ朝日系列 | 水曜 0:15 - 0:45（火曜深夜） | 2020年10月7日（10月6日深夜）   | 同時ネット |            |
| 沖縄県         | 琉球朝日放送（QAB）       | テレビ朝日系列 | 水曜 0:15 - 0:45（火曜深夜） | 2020年10月7日（10月6日深夜）   | 同時ネット |            |
| 福岡県         | 九州朝日放送（KBC）       | テレビ朝日系列 | 水曜 0:15 - 0:45（火曜深夜） | 2020年11月7日（11月6日深夜）   | 同時ネット | [ 96 ]     |
| 鹿児島県       | 鹿児島放送（KKB）         | テレビ朝日系列 | 水曜 0:15 - 0:45（火曜深夜） | 2020年10月30日（10月29日深夜） | 同時ネット | [ 97 ]     |
| 近畿広域圏     | 朝日放送テレビ（ABC）     | テレビ朝日系列 | 月曜 0:25 - 0:55（日曜深夜） | 2020年10月12日（10月11日深夜） | 遅れネット |            |
| 山口県         | 山口朝日放送（yab）       | テレビ朝日系列 | 木曜 0:15 - 0:45（水曜深夜） | 2020年10月17日（10月16日深夜） | 遅れネット | [ 98 ]     |
| 石川県         | 北陸朝日放送（HAB）       | テレビ朝日系列 | 水曜 0:20 - 0:50（火曜深夜） | 2020年10月21日（10月20日深夜） | 遅れネット |            |
| 香川県・岡山県 | 瀬戸内海放送（KSB）       | テレビ朝日系列 | 水曜 0:20 - 0:50（火曜深夜） | 2020年10月21日（10月20日深夜） | 遅れネット |            |
| 大分県         | 大分朝日放送（OAB）       | テレビ朝日系列 | 木曜 0:50 - 1:20（水曜深夜） | 2020年10月22日（10月21日深夜） | 遅れネット |            |
| 長崎県         | 長崎文化放送（ncc）       | テレビ朝日系列 | 金曜 0:45 - 1:18（木曜深夜） | 2020年11月27日（11月26日深夜） | 遅れネット |            |
| 広島県         | 広島ホームテレビ（HOME）  | テレビ朝日系列 | 火曜 0:55 - 1:25（月曜深夜） | 2021年4月6日（4月5日深夜）     | 遅れネット |            |
| 熊本県         | 熊本朝日放送（KAB）       | テレビ朝日系列 | 木曜 0:50 - 1:20（水曜深夜） | 2021年4月8日（4月7日深夜）     | 遅れネット |            |
| 北海道         | 北海道テレビ（HTB）       | テレビ朝日系列 | 金曜 0:50 - 1:20（木曜深夜） | 2021年4月9日（4月8日深夜）     | 遅れネット | [ 99 ]     |
| 宮城県         | 東日本放送（khb）         | テレビ朝日系列 | 水曜 0:20 - 0:50（火曜深夜） | 2021年4月21日（4月20日深夜）   | 遅れネット | [ 100 ]    |
| 島根県・鳥取県 | さんいん中央テレビ（TSK） | フジテレビ系列 | 日曜 16:55 - 17:25           | 2021年4月4日                   | 遅れネット |            |

単発・不定期
- 中京広域圏：メ～テレ

### 日曜（土曜深夜）時代
| 放送対象地域 | 放送局                 | 系列           | 放送日時                     | 放送開始日                     | ネット状況 | 備考 |
| ------------ | ---------------------- | -------------- | ---------------------------- | ------------------------------ | ---------- | ---- |
| 関東広域圏   | テレビ朝日（EX）       | テレビ朝日系列 | 日曜 3:00 - 3:20（土曜深夜） | 2021年10月10日（10月9日深夜）  | 【制作局】 |      |
| 大分県       | 大分朝日放送（OAB）    | テレビ朝日系列 | 木曜 0:45 - 1:05（水曜深夜） | 2021年10月21日（10月20日深夜） | 遅れネット |      |
| 福岡県       | 九州朝日放送（KBC）    | テレビ朝日系列 | 月曜 0:25 - 0:45（日曜深夜） | 2021年10月25日（10月24日深夜） | 遅れネット |      |
| 静岡県       | 静岡朝日テレビ（SATV） | テレビ朝日系列 | 日曜 0:35 - 1:00（土曜深夜） | 2023年1月8日（1月7日深夜）     | 遅れネット |      |

過去のネット局
- 新潟テレビ21（UX）[101]